# Chrysolina costalis
Chrysolina costalis é uma espécie de artrópode pertencente à família Chrysomelidae.